# Центральне (Родинський район)
Центра́льне (рос. Центральное) — село у складі Родинського району Алтайського краю, Росія. Адміністративний центр Центральної сільської ради.

## Населення
Населення — 563 особи (2010; 851 у 2002).
Національний склад (станом на 2002 рік):
- росіяни — 89 %